# Honckenya peploides
La arenaria de mar o hierba de la sal (Honckenya peploides) es una planta perenne de la familia Caryophyllaceae y la única especie del género monotípico Honckenya.

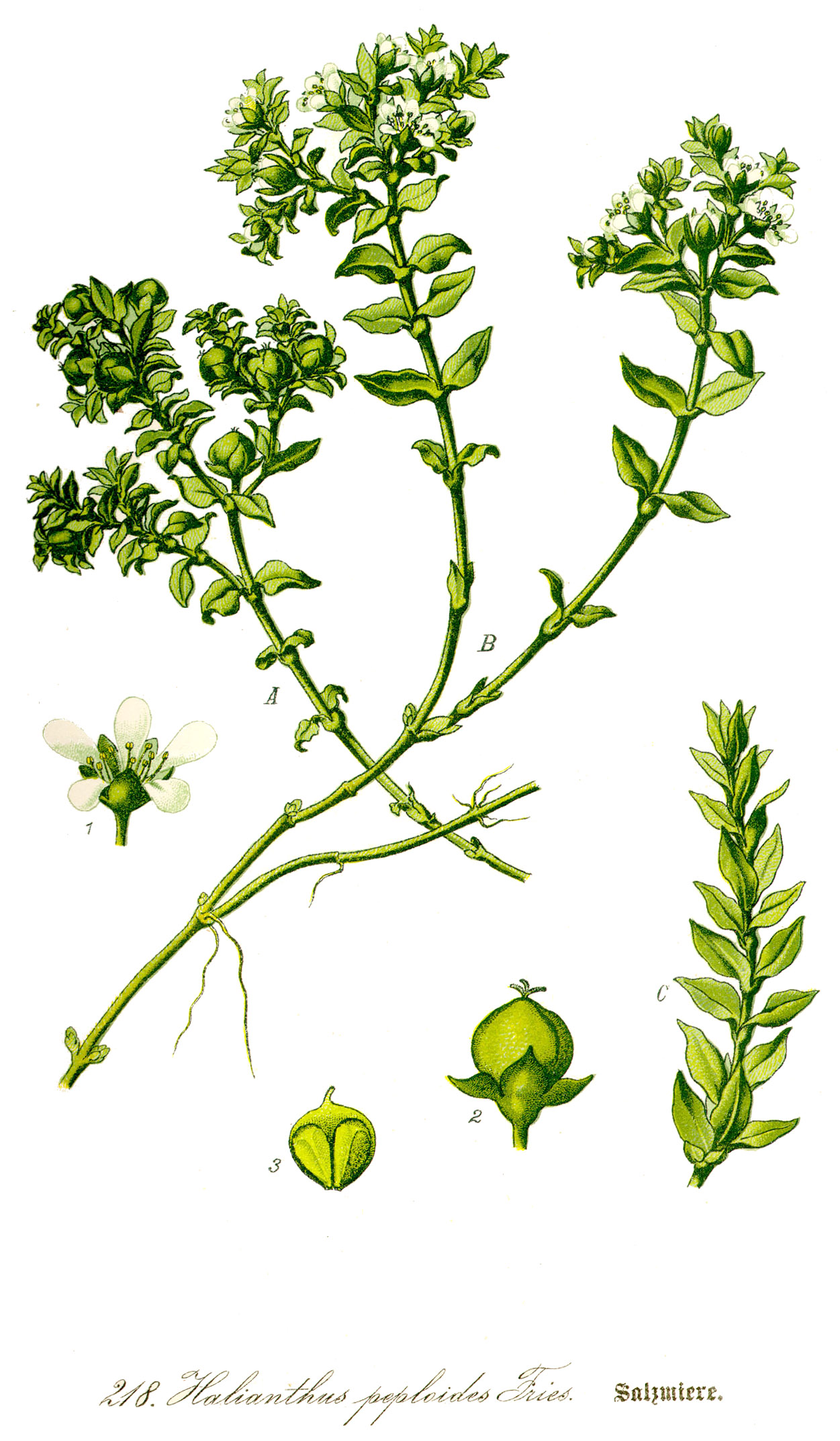
Ilustración

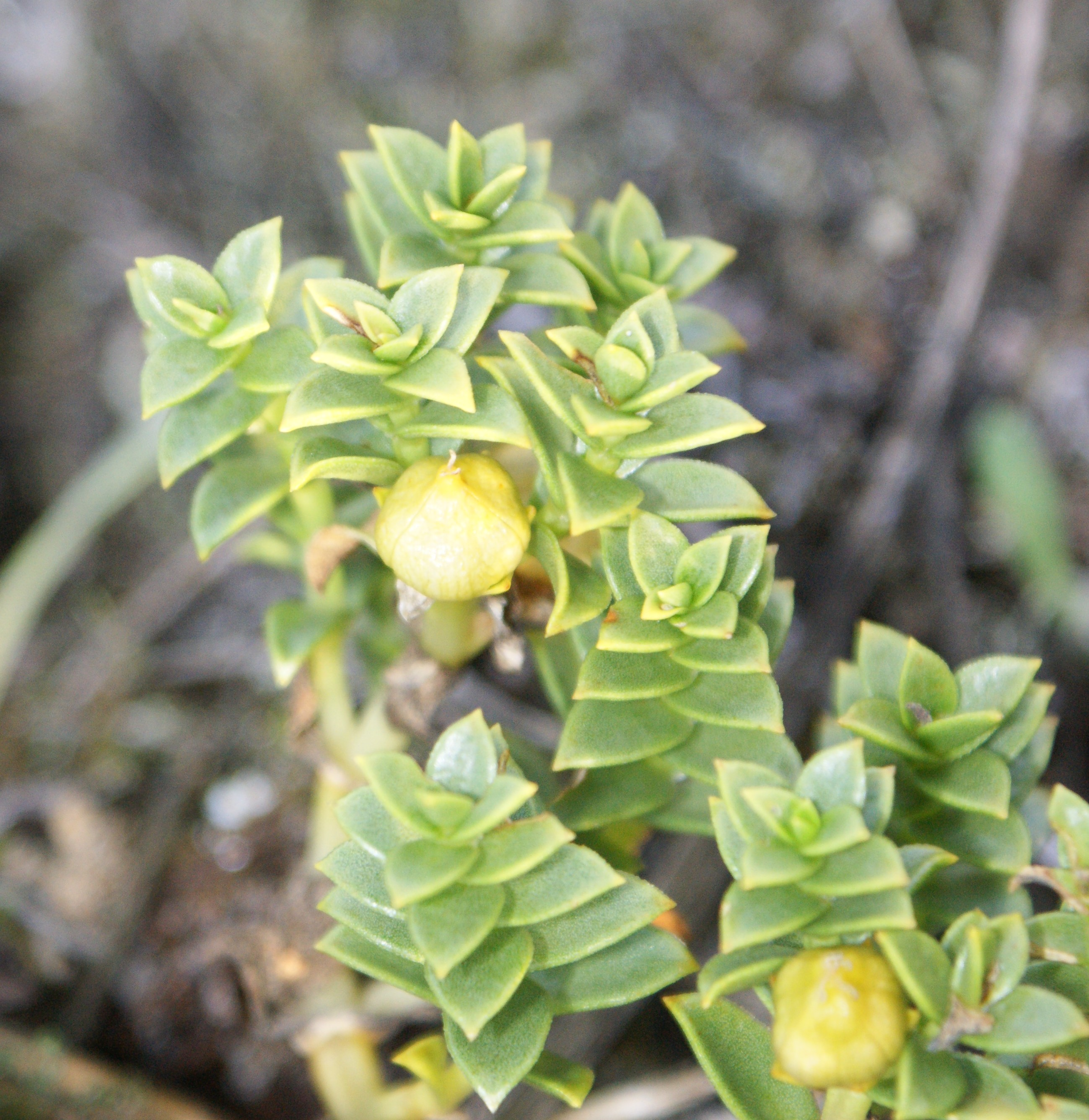
Detalle de las hojas

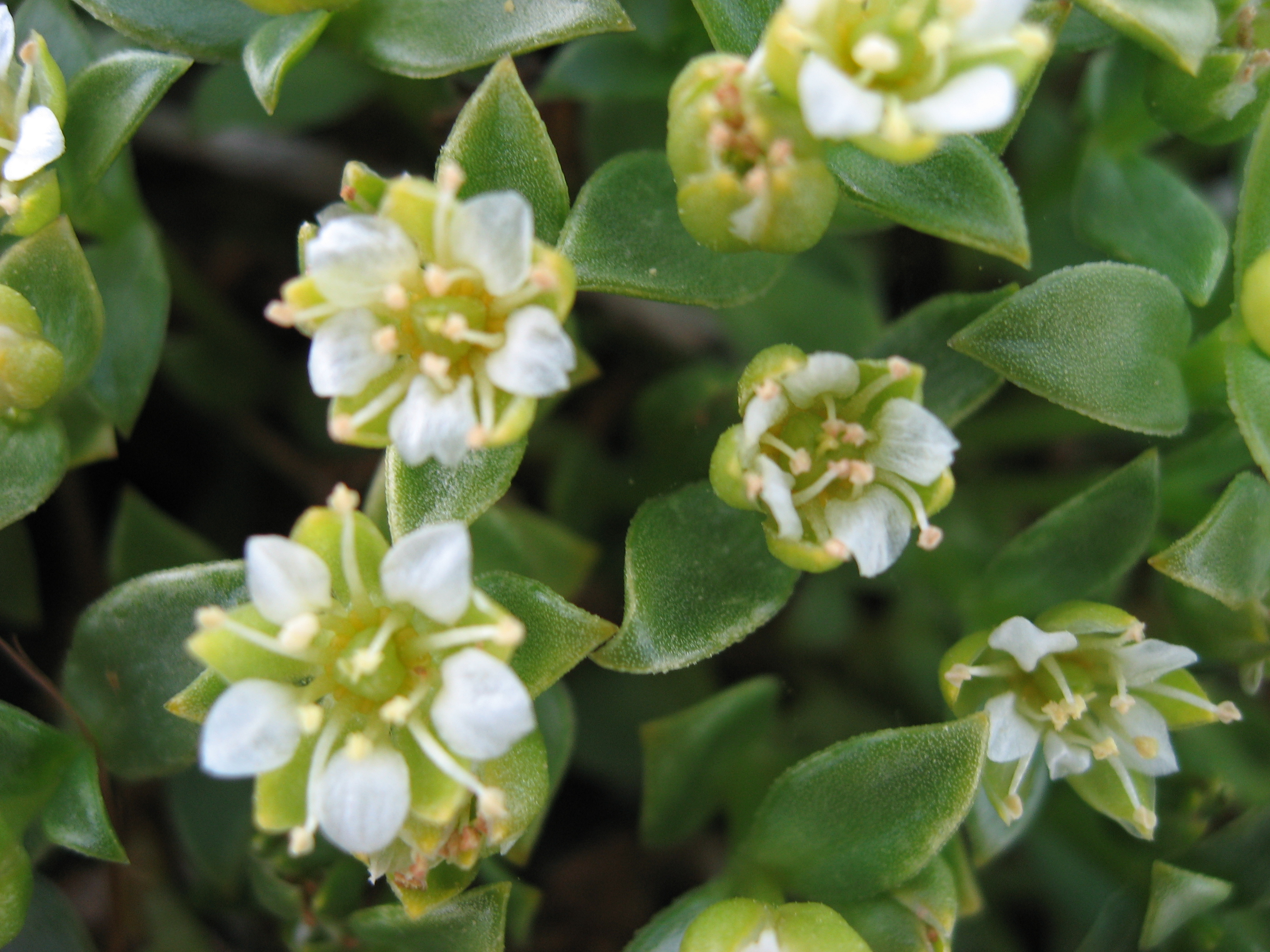
Detalle de la flor

## Descripción
Es una planta herbácea perenne que alcanza los 10-25 cm de altura. Los tallos son postrados, radiales y ramosos. Las hojas son opuestas, sésiles, sin estípulas, de 5-20 cm de longitud y 3-10 cm de ancho, ovadas a oblongo-elípticas. Sus hojas gruesas y carnosas y su recubrimiento exterior firme la protegen bien contra los golpes de la arena en los ventarrones y la abundancia de sal;  son opuestas; miden de 5 a 20 por 3 a 10 cm y tienen forma ovada a elíptica, agudas, con nervio y margen hialino u ondulado. Mide entre 10 y 25 cm de altura. Tiene tallos ramosos postrados. Las flores hermafroditas se presentan solitarias y axilares o en cimas hasta con 6 terminales, con pétalos enteros (a veces dentados o escotados) de 4 por 3 mm y color blanco o verdoso.  El fruto es una cápsula  carnosa de 6 a 10 mm de diámetro con 3 a 8 semillas y dehiscente por unos 4 dientes. Las semillas son de color castaño oscuro y piriformes. las plantas forman verdaderas comunidades a lo largo de las líneas costeras bañadas por el agua salada, formando las típicas asociaciones estudiadas por la fitosociología.

## Distribución y hábitat
Se encuentra en dunas y pedregales costeros en Islandia, Irlanda, Gran Bretaña, norte de Europa y Norteamérica.

## Uso
Los brotes recogidos entre junio y agosto, antes de la floración son consumidos crudos o cocinados; son ricos en vitaminas A y C. Las hojas se fermentan para usarlas como chucrut. En Islandia la planta se fermenta en suero avinagrado y se obtiene un licor. Las semillas se usan como aderezo en polvo para añadir a la harina.

## Taxonomía
El género fue descrito por  (L.) Ehrh. y publicado en Neues Magazin fur Aerzte 5: 206. 1783.
Sinonimia
- Alsine peploides  (L.) Crantz
- Ammodenia peploides (L.) Rupr.
- Arenaria littoralis Salisb.
- Arenaria peploides L. basónimo
- Arenaria portulacacea Lam.
- Halianthus peploides (L.) Fr.[2]
- Ammodenia peploides var. diffusa (Hornem.) Porsild
- Ammonalia peploides (L.) Desv.
- Arenaria diffusa (Hornem.) Wormsk.
- Arenaria peploides var. diffusa Hornem.
- Arenaria portulacea Lam.
- Arenaria sitchensis D.Dietr.
- Cerastium succulentum Crantz
- Holosteum succulentum L.
- Honckenya diffusa (Hornem.) Á. Löve & D. Löve
- Honckenya frigida Pobed.
- Honckenya peploides subsp. diffusa (Hornem.) Hultén ex V.V.Petrovsky
- Honckenya peploides var. diffusa (Hornem.) Ostenf.
- Merckia peploides G.Don
- Minuartia peploides (L.) Hiern[3]

## Nombre común
- Castellano: arenaria de mar.[4]